# Festival Internacional de Cinema de Guadalajara
O Festival Internacional de Cinema de Guadalajara (em castelhano:  Festival Internacional de Cine en Guadalajara, FICG) é um dos mais importantes festivais de cinema do México e da América Latina.
Realizado anualmente desde 1986 em meados de março na cidade de Guadalajara é um festival centrado principalmente no cinema mexicano e latino-americano.

## Prêmios e Reconhecimentos

### Prêmios Oficiais

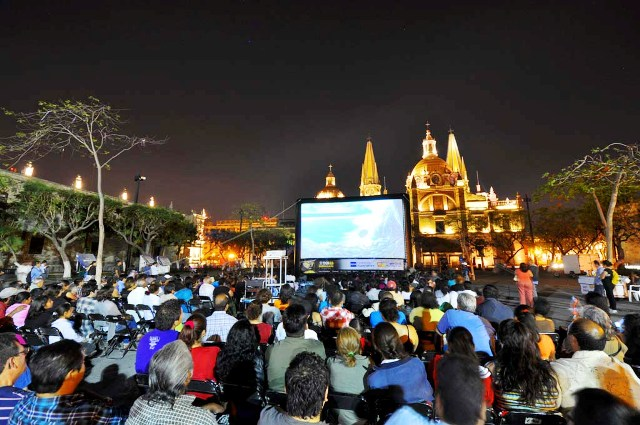
Festival Internacional de Cinema de Guadalajara (FICG) / Cinema ao ar livre com o àinel inflável (AIRSCREEN)

Para os filmes em competência existe o Premio Mayahuel que se outorga para as seguintes categorias:
- Longa-metragem Ibero-americano de Ficção
  - Melhor filme
  - Premio especial do jurado
  - Melhor diretor
  - Melhor roteiro
  - Melhor ator
  - Melhor atriz
  - Melhor fotografia
  - Melhor obra prima

- Longa-metragem Mexicano de Ficção
  - Melhor filme
  - Melhor diretor
  - Melhor roteiro
  - Melhor ator
  - Melhor atriz
  - Melhor fotografia
  - Melhor obra prima

- Longa-metragem Ibero-americano Documentário
  - Melhor documentário

- Longa-metragem Mexicano Documentário
  - Melhor documentário

- Curta-metragem Ibero-americano
  - Melhor curta-metragem ibero-americano

- Curta-metragem Mexicano
  - Melhor curta-metragem mexicano

- Curta-metragem de Animação
  - Melhor curta-metragem de animação

### Prêmios Não Oficiais
- do Público, outorgado pelo público que assiste as funções
- Premio Mezcal, outorgado por um jurado especial
- Premio FIPRESCI, outorgado por uma instituição internacional
- Premio FEISAL, outorgado por uma instituição internacional

### Reconhecimentos e homenagens
- Prêmio Mayahuel de Plata, outorgado anualmente para a figura do cine ma nacional homenageada na edição do festival em turno. Se outorga desde 2003.
- Prêmio Guadalajara, outorgado desde 2007 a uma figura ibero-americana com impacto no cinema internacional